# Harold Little
Harold Boyd Little, född 27 juli 1893 i London i Ontario, död 1958, var en kanadensisk roddare.
Little blev olympisk silvermedaljör i åtta med styrman vid sommarspelen 1924 i Paris.